# Christianus Carolus Henricus van der Aa

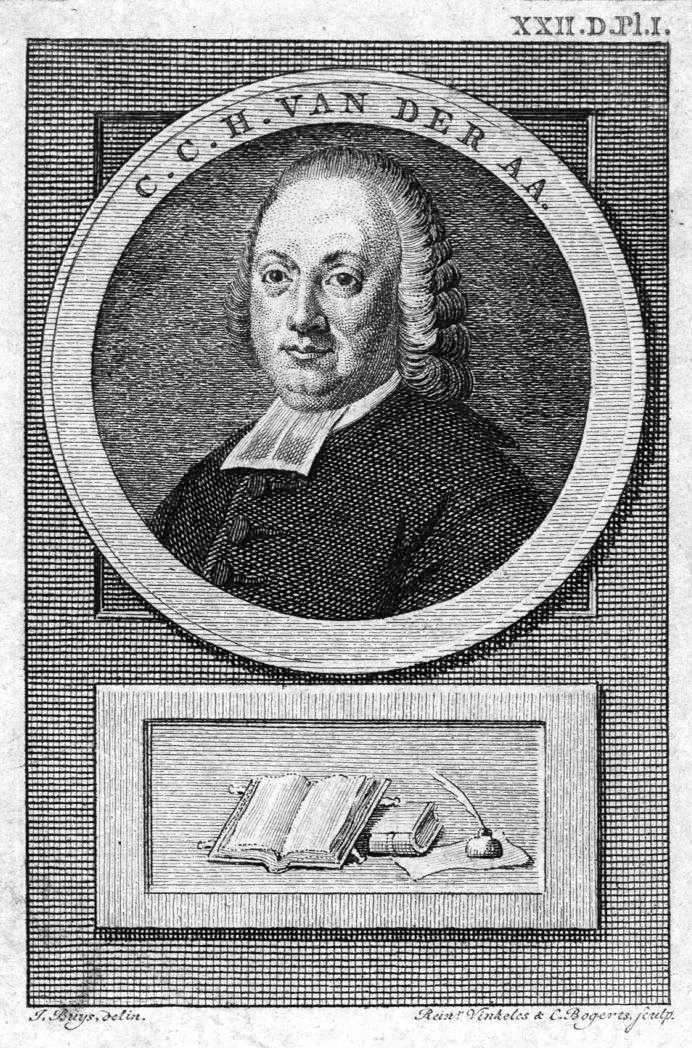
Christianus Carolus Henricus van der Aa (Bản vẽ của Reinier Vinkele và Cornelis Bogerts).

Christianus Carolus Henricus van der Aa (25 tháng 8 năm 1718 - 23 tháng 9 năm 1793) là một mục sư của Giáo hội Luther ở Haarlem và thư ký của Hiệp hội Khoa học và Nhân văn Hoàng gia Hà Lan.

## Cuộc đời
Christianus Carolus Henricus sinh ra ở Zwolle, nơi cha ông là Balduinus hành nghề mục sư tại một nhà thờ.
Ông học môn thần học ở Leiden, và sau đó ở Jena. Vào ngày 22 tháng 3 năm 1739, ông trở thành một mục sư của giáo hội Luther ở Alkmaar, sau đó vào ngày 12 tháng 8 năm 1742 trở thành một nhà truyền giáo ở Haarlem,

## Tác phẩm
- Verhandelingen trên den aart van het gebed, trong 32 bedestonden, Haarlem, 1747. (tái bản lần thứ 2, 1793)
- Een-en-twintig Predikatiën trên gewigtige onderwerpen, Haarlem, 1748 (tái bản lần 2, 1784)
- Onderzoek der hoofdoogmerken van onzen Heer JC, in eenige der voornaamste gevallen zijns levens, Haarlem, 1755. (tái bản lần thứ 2, 1793)
- Vier Predikatiën gehouden te Schiedam, bij gelegenheid van de oprigting dier gemeente enz., Haarlem, 1758, 8 °. (Tái bản lần 2, 1793)
- De Mensch als Gods beeld ambchouwd, Haarlem, 1769.
- Leerrede hơn II. Cor. V. so với 20: ter bevestiging van Ds. PA Hulsbeek, Haarlem, 1784.
- Aanspraak trong het Luthersche Weeshuis te Haarlem, den 20 Januarij 1789, bij de viering der vijftigste verjaring van dat Godshuis.
- De vereischte van ware godaussucht, om Gods beeld op aarde te wezen. Haarlem 1792.
- Menschen ingang tot heerlijkheid, om in het toekomende leven Gods beeld in volkomenheid te wezen, 3 dln., Haarlem, 1792.
- Leerrede hơn II Petri I. so với 12-14, ter gedachtenis van zijnen 50jarigen Predikdienst bij de gemeente te Haarlem, 1792.